# Yalman
Yalman är en ort i Azerbajdzjan.   Den ligger i distriktet Göyçay, i den centrala delen av landet, 180 km väster om huvudstaden Baku. Yalman ligger 34 meter över havet och antalet invånare är 953.
Terrängen runt Yalman är platt åt sydväst, men åt nordost är den kuperad. Terrängen runt Yalman sluttar söderut. Närmaste större samhälle är Geoktschai, 9,7 km nordväst om Yalman.
Trakten runt Yalman består till största delen av jordbruksmark. Runt Yalman är det ganska tätbefolkat, med 134 invånare per kvadratkilometer.